# José María de Pereda

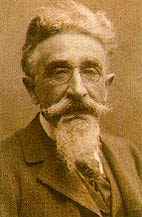
José María de Pereda

José María de Pereda y Sanchez de Porrua (* 6. Februar 1833 in Polanco bei Santander, Kantabrien, Spanien; † 1. März 1906 in Santander) war ein spanischer Schriftsteller.
Er entstammte der vielköpfigen Familie eines Landwirts, die nach Santander zog, um ihrem Sohne eine bessere Schulbildung zu ermöglichen. 1852 ging er nach Madrid und wurde Zeuge der Revolution von 1854. 1855 kehrte er nach Santander zurück.
Hintergrund seiner realistischen Romane enim Stil des Costumbrismo sind seine Heimat Santander und Kantabrien und der Gegensatz von Stadt und Land. Politisch den Karlisten nahestehend, verklärte er nostalgisch die patriarchalischen Lebensverhältnisse auf dem Lande. Außerdem betrieb er Sprachstudien und typisierte die verschiedenen Dialekte Kantabriens.

## Wichtigste Werke
- Escenas montañesas (1864)
- Don Gonzalo González de la Gonzalera (1879)
- El sabor de la tierruca (1882)
- Sotileza (1885)
- Peñas arriba (1895)
- Pachín González (1896)

### Übersetzungen
- Das Erbe von Tablanca[1]
- Flügge. Roman. Autorisierte Übersetzung aus dem Spanischen von H. Katz und A. Rudolph. (Roman- und Novellen-Schatz, Jg. 1, Nr. 18, 1899, 216 S.)